# Dunaxeus elongatus
Dunaxeus elongatus är en spindeldjursart som först beskrevs av Den Heyer 1981.  Dunaxeus elongatus ingår i släktet Dunaxeus och familjen Cunaxidae. Inga underarter finns listade i Catalogue of Life.